# Liste der am Euregio-Schüler-Literaturpreis teilnehmenden Schulen
Diese Liste enthält die Schulen, die seit 2001 an dem Euregio-Schüler-Literaturpreis teilgenommen haben.
| - Athénée Charles Rogier, Lüttich - Athénée Provincial Guy Lang de Flémalle, Flémalle - Athénée Royal Ardenne-Hautes-Fagnes, Malmedy - Athénée Royal Ardenne-Hautes-Fagnes, Stavelot - Athénée Royal d´Ans, Alleur-Ans - Athénée Royal de Chênée, Chênée - Athénée Royal de Fragnée, Lüttich - Athénée Royal Marche Bomal, Marche-en-Famenne - Athénée Royal de Montegnée - Königliches Athenäum Sankt Vith - Athénée Royal Thil Lorrain, Verviers - Athénée Royal Verdi, Verviers - Bischöfliches Gymnasium St. Vith - Campus de Helix, Maasmechelen - César-Franck-Athenäum, Kelmis - Collège Notre-Dame, Gemmenich - Collège Notre-Dame, Plombières - Collège Royal Sainte Thérèse, Herve - Collège Saint-Barthélemy, Lüttich - Collège Saint-Hadelin, Visé - Collège Saint-Louis, Lüttich - Collège Saint-Remacle, Stavelot - Collège Saint Veronique, Lüttich - D.I.C Collège, Lüttich - Ecole Polytechnique de Seraing - Haute École Léon-Eli-Troclet, Lüttich - HELMo Ste. Croix, Lüttich - Institut provincial d‘enseignement secondaire, Verviers - Institut Saint Joseph, Trois-Ponts - Institut Saint Joseph, Welkenraedt - Institut Saint-Sépulcre, Lüttich - Isell St. Croix, Lüttich - Königliches Athenäum, Eupen - Pater-Damian-Sekundarschule, Eupen - Robert-Schuman Institut, Eupen - Sint Franciscuscollege, Heusden-Zolder - ViiO-Humaniora, Tongeren - Wico Campus Sint Maria, Neerpelt | - Burgau-Gymnasium, Düren - Carolus-Magnus-Gymnasium, Übach-Palenberg - Clara-Fey-Gymnasium, Schleiden - Couven Gymnasium, Aachen - Cusanus-Gymnasium, Erkelenz - Einhard-Gymnasium, Aachen - Europaschule Langerwehe - Geschwister-Scholl-Gymnasium Aachen - Goethe-Gymnasium, Stolberg - Gymnasium der Stadt Baesweiler - Gymnasium Haus Overbach, Jülich - Heilig Geist Gymnasium, Würselen - Inda-Gymnasium, Aachen - Kaiser-Karls-Gymnasium, Aachen - Kreisgymnasium Heinzberg - Mädchengymnasium, Jülich - Maria Montessori Gesamtschule, Aachen - Marienschule Euskirchen - Paul-Julius-Reuter-Berufskolleg für Wirtschaft und Verwaltung der Städteregion Aachen, Aachen - Pius-Gymnasium Aachen - Rhein-Maas-Gymnasium Aachen - Ritzefeld-Gymnasium, Stolberg - St. Leonhard Gymnasium, Aachen - St. Michael-Gymnasium, Monschau - St. Ursula Gymnasium, Aachen - Städtische Gesamtschule Aachen Brand - Städtisches Gymnasium Herzogenrath - Gymnasium der Stadt Würselen - Stiftisches Gymnasium Düren - VHS Aachen - Viktoriaschule, Aachen - Waldorfschule, Aachen | - Bernardinus-College, Heerlen - Carboon-College St.-Jan, Hoensbroek - Carlemagnecollege – Locatie Eijkhaagen, Landgraaf - College St. Meerten, Heerlen - Bernard-Lievegoed School, Maastricht - Euro-College, Maastricht - Porta Mosana College, Maastricht - Rolduc-College, Kerkrade - Romboutscollege, Brunssum - Sint-Janscollege, Hoensbroek - Sint-Maartenscollege, Maastricht - Stella Maris College, Meerssen |